# 市民メディア
市民メディア（しみんメディア）とは、記事を執筆することを生業とするプロフェッショナルのジャーナリストではない一般市民によって制作されたメディア (媒体)。
市民メディアは、市民ジャーナリズム、参加型メディア、民主的メディアといった概念と関連している。

## メディア形態
市民メディアは、テレビ、ラジオ、インターネット、電子メール、印刷物などの媒体を通じて流通している。
身近な例では、無料新聞、インターネット新聞、ネット配信、ブログ、ポッドキャスト、ミニFMなどがある。